# 10137 Thucydides
A 10137 Thucydides (ideiglenes jelöléssel 1993 PV6) a Naprendszer kisbolygóövében található aszteroida. Eric Walter Elst fedezte fel 1993. augusztus 15-én.